# Albo d'oro del campionato uruguaiano di calcio
La pagina elenca l'albo d'oro dei vincitori, i secondi classificati e, ove disponibili, i capocannonieri delle singole stagioni della prima divisione del campionato uruguaiano di calcio dal 1900 a oggi.

## Albo d'oro

### Epoca amatoriale
Per l'intera epoca amatoriale, fu scelta, quale formula, il "formato europeo", cioè il girone all'italiana, con partite di andata e ritorno tra tutte le squadre partecipanti.

#### Uruguay Association Foot-ball League
| Anno | Vincitore                        | Secondo posto        | Capocannoniere                                        |
| 1900 | CURCC (1º titolo)                | Albion               | James Buchanan ( CURCC, 6 goal)                       |
| 1901 | CURCC (2º titolo)                | Nacional             | Juan Pena ( CURCC, 6 goal)                            |
| 1902 | Nacional (1º titolo)             | CURCC                | Bolívar Céspedes ( Nacional, 11 goal)                 |
| 1903 | Nacional (2º titolo)             | CURCC                | Juan Pena ( CURCC, 16 goal)                           |
| 1904 | non disputato                    | -                    | -                                                     |
| 1905 | CURCC (3º titolo)                | Nacional             | Aniceto Camacho ( CURCC, 6 goal)                      |
| 1906 | Montevideo Wanderers (1º titolo) | CURCC                | Rafael de Miquelerena ( Montevideo Wanderers, 6 goal) |
| 1907 | CURCC (4º titolo)                | Montevideo Wanderers | José Zuazú ( Nacional, 6 goal)                        |

#### Liga Uruguaya
| Anno | Vincitore                        | Secondo posto        | Capocannoniere                       |
| 1908 | River Plate (M) (1º titolo)      | Montevideo Wanderers | Alberto Cantury ( Nacional, 10 goal) |
| 1909 | Montevideo Wanderers (2º titolo) | CURCC                | Alberto Cantury ( Nacional, 12 goal) |
| 1910 | River Plate (M) (2º titolo)      | CURCC                | Alberto Cantury ( Nacional, 9 goal)  |
| 1911 | CURCC (5º titolo)                | Montevideo Wanderers | Felipe Canavessi ( CURCC, 10 goal)   |
| 1912 | Nacional (3º titolo)             | CURCC                | Pablo Dacal ( Nacional, 10 goal)     |
| 1913 | River Plate (M) (3º titolo)      | Nacional             | Lucio Gorla ( Nacional, 9 goal)      |
| 1914 | River Plate (M) (4º titolo)      | Peñarol              | José Piendibene ( Peñarol, 11 goal)  |

Dal campionato del 1914 il CURCC cambia il nome in Peñarol (vedi sotto).

#### Asociación Uruguaya de Foot-ball
| Anno | Vincitore             | Secondo posto        | Capocannoniere                     |
| 1915 | Nacional (4º titolo)  | Peñarol              | ?                                  |
| 1916 | Nacional (5º titolo)  | Peñarol              | ?                                  |
| 1917 | Nacional (6º titolo)  | Peñarol              | ?                                  |
| 1918 | Peñarol (6º titolo)   | Nacional             | ?                                  |
| 1919 | Nacional (7º titolo)  | Universal            | ?                                  |
| 1920 | Nacional (8º titolo)  | Peñarol              | ?                                  |
| 1921 | Peñarol (7º titolo)   | Nacional             | ?                                  |
| 1922 | Nacional (9º titolo)  | Montevideo Wanderers | ?                                  |
| 1923 | Nacional (10º titolo) | Rampla Juniors       | ?                                  |
| 1924 | Nacional (11º titolo) | Bella Vista          | Pedro Petrone ( Nacional, 20 goal) |
| 1925 | non terminato         | -                    | -                                  |

Il campionato del 1925 venne interrotto per l'intervento del governo uruguaiano teso a ripristinare una sola federazione calcistica dell'Uruguay.
Nel 1922, infatti, il Peñarol e il Central erano stati espulsi dall'AUF dopo la 16ª giornata del campionato, in quanto avevano trasgredito al divieto, da parte della stessa, di disputare amichevoli contro i club argentini che avessero aderito alla Asociación Amateurs de Football, una federazione nata dalla disaffiliazione di 15 società dalla Asociación Argentina de Football (antenata dell'attuale Asociación del Fútbol Argentino). Nonostante il divieto, Peñarol e Central avevano affrontato in amichevole rispettivamente il Racing Club e l'Independiente, due dei club confluiti nella Asociación Amateurs de Football. In risposta all'espulsione, il Peñarol e il Central, insieme ad altri 30 club uruguaiani, istituirono anch'essi una nuova federazione calcistica, la Federación Uruguaya de Foot-ball (FUF).
Questa organizzò due campionati "paralleli" a quello ufficiale, vinti il primo dall'Atlético Wanderers (1923) e il secondo dal Peñarol (1924).
Nel 1925 il governo soppresse la FUF e restituì all'AUF il ruolo di unica federcalcio uruguaiana.

#### Federación Uruguaya de Foot-ball
La Federación Uruguaya de Foot-ball fu istituita nel 1923 da 32 club dissidenti, ideata dal Peñarol e dal Central, che erano stati espulsi dall'AUF durante il campionato del 1922.
I due campionati del 1923 e del 1924 si dispuratono contemporaneamente a quelli organizzati negli stessi anni dall'AUF. I due titoli non sono riconosciuti dall'AUF.
| Anno | Vincitore          | Secondo posto      | Capocannoniere                      |
| 1923 | Atlético Wanderers | Peñarol            | Héctor Scarone ( Nacional, 20 goal) |
| 1924 | Peñarol            | Atlético Wanderers | Pedro Petrone ( Nacional, 20 goal)  |

L'Atlético Wanderers era la squadra del torneo FUF dei Montevideo Wanderers, club che dunque tenne due selezioni in entrambi i campionati. La società bianconera disputò invece con il nome tradizionale i campionati AUF del 1923 e del 1924.

#### Consejo Provisorio
Dopo il ritorno del calcio uruguaiano sotto l'egida della sola AUF, i vertici di questa e della soppressa FUF si fusero in un Consejo Provisorio. Questo organizzò un torneo di prima divisione composto da 10 squadre, 9 di quelle squadre che avevano disputato l'ultimo suo campionato e il Peñarol, campione uscente FUF. Le rimanenti squadre AUF e quelle provenienti dal campionato FUF furono invece inserite nella Divisional Intermedia, da cui furono promosse le prime 10 classificate.
Anche il campionato del 1926, in quanto organizzato come torneo di transizione, non è riconosciuto dall'AUF.
| Anno | Vincitore | Secondo posto        | Capocannoniere                   |
| 1926 | Peñarol   | Montevideo Wanderers | Antonio Sacco ( Peñarol, 6 goal) |

#### Asociación Uruguaya de Foot-ball
| Anno | Vincitore                        | Secondo posto  | Capocannoniere                                                                     |
| 1927 | Rampla Juniors (1º titolo)       | Peñarol        | Julio Nieto ( Rampla Juniors, 13 goal) Conrado Bidegain ( Rampla Juniors, 13 goal) |
| 1928 | Peñarol (8º titolo)              | Rampla Juniors | Pablo Terevinto ( Peñarol, 16 goal)                                                |
| 1929 | Peñarol (9º titolo)              | Nacional       | Héctor Scarone ( Nacional, 14 goal)                                                |
| 1930 | non disputato                    | -              | -                                                                                  |
| 1931 | Montevideo Wanderers (3º titolo) | Nacional       | Conduelo Píriz ( Nacional, 8 goal) Pedro Duhart ( Nacional, 8 goal)                |

### Epoca professionistica

#### Formato europeo
Fino al 1993, l'AUF (nel frattempo ribattezzata Asociación Uruguaya de Fútbol) confermò il formato europeo, consistente in un girone all'italiana con partite di andata e ritorno.
| Anno | Vincitore                     | Secondo posto        | Capocannoniere |
| 1932 | Peñarol (10º titolo)          | Rampla Juniors       | Juan Labraga ( Rampla Juniors, 17 goal)                                                                                       |
| 1933 | Nacional (12º titolo)         | Peñarol              | Juan Young ( Peñarol, 33 goal)                                                                                                |
| 1934 | Nacional (13º titolo)         | Peñarol              | Aníbal Ciocca ( Nacional, 13 goal)                                                                                            |
| 1935 | Peñarol (11º titolo)          | Nacional             | Antonio Cataldo ( Defensor, 12 goal)                                                                                          |
| 1936 | Peñarol (12º titolo)          | Nacional             | Aníbal Ciocca ( Nacional, 14 goal)                                                                                            |
| 1937 | Peñarol (13º titolo)          | Nacional             | Horacio Tellechea ( Peñarol, 16 goal)                                                                                         |
| 1938 | Peñarol (14º titolo)          | Nacional             | Atilio García ( Nacional, 20 goal)                                                                                            |
| 1939 | Nacional (14º titolo)         | Peñarol              | Atilio García ( Nacional, 21 goal)                                                                                            |
| 1940 | Nacional (15º titolo)         | Rampla Juniors       | Atilio García ( Nacional, 22 goal)                                                                                            |
| 1941 | Nacional (16º titolo)         | Peñarol              | Atilio García ( Nacional, 23 goal)                                                                                            |
| 1942 | Nacional (17º titolo)         | Peñarol              | Atilio García ( Nacional, 24 goal)                                                                                            |
| 1943 | Nacional (18º titolo)         | Peñarol              | Atilio García ( Nacional, 25 goal)                                                                                            |
| 1944 | Peñarol (15º titolo)          | Nacional             | Atilio García ( Nacional, 26 goal)                                                                                            |
| 1945 | Peñarol (16º titolo)          | Nacional             | Nicolás Falero ( Peñarol, 21 goal) Raúl Schiaffino ( Peñarol, 21 goal)                                                        |
| 1946 | Nacional (19º titolo)         | Peñarol              | Atilio García ( Nacional, 21 goal)                                                                                            |
| 1947 | Nacional (20º titolo)         | non determinato      | Nicolás Falero ( Peñarol, 17 goal)                                                                                            |
| 1948 | non completato                | -                    | Óscar Míguez ( Peñarol, 8 goal)                                                                                               |
| 1949 | Peñarol (17º titolo)          | Nacional             | Óscar Míguez ( Peñarol, 20 goal)                                                                                              |
| 1950 | Nacional (21º titolo)         | Peñarol              | Juan Ramón Orlandi ( Nacional, 14 goal)                                                                                       |
| 1951 | Peñarol (18º titolo)          | Nacional             | Juan Hohberg ( Peñarol, 17 goal)                                                                                              |
| 1952 | Nacional (22º titolo)         | Peñarol              | Jorge Enrico ( Nacional, 15 goal)                                                                                             |
| 1953 | Peñarol (19º titolo)          | Nacional             | Juan Hohberg ( Peñarol, 17 goal)                                                                                              |
| 1954 | Peñarol (20º titolo)          | Nacional             | Juan Romay ( Peñarol, 12 goal)                                                                                                |
| 1955 | Nacional (23º titolo)         | Peñarol              | Javier Ambrois ( Nacional, 17 goal)                                                                                           |
| 1956 | Nacional (24º titolo)         | Peñarol              | Carlos Carranza ( Cerro, 18 goal)                                                                                             |
| 1957 | Nacional (25º titolo)         | Peñarol              | Walter Hernández ( Defensor, 16 goal)                                                                                         |
| 1958 | Peñarol (21º titolo)          | Nacional             | Manuel Pedersen ( Rampla Juniors, 12 goal)                                                                                    |
| 1959 | Peñarol (22º titolo)          | Nacional             | Homero Guaglianone ( Montevideo Wanderers, 13 goal)                                                                           |
| 1960 | Peñarol (23º titolo)          | Cerro                | Ángel Cabrera ( Peñarol, 14 goal)                                                                                             |
| 1961 | Peñarol (24º titolo)          | Nacional             | Alberto Spencer ( Peñarol, 18 goal)                                                                                           |
| 1962 | Peñarol (25º titolo)          | Nacional             | Alberto Spencer ( Peñarol, 16 goal)                                                                                           |
| 1963 | Nacional (26º titolo)         | Peñarol              | Pedro Rocha ( Peñarol, 18 goal)                                                                                               |
| 1964 | Peñarol (26º titolo)          | Rampla Juniors       | Héctor Salvá ( Rampla Juniors, 12 goal)                                                                                       |
| 1965 | Peñarol (27º titolo)          | Nacional             | Pedro Rocha ( Peñarol, 15 goal)                                                                                               |
| 1966 | Nacional (27º titolo)         | Peñarol              | Araquem de Melo ( Danubio, 12 goal)                                                                                           |
| 1967 | Peñarol (28º titolo)          | Nacional             | Alberto Spencer ( Peñarol, 18 goal)                                                                                           |
| 1968 | Peñarol (29º titolo)          | Nacional             | Alberto Spencer ( Peñarol, 8 goal) Pedro Rocha ( Peñarol, 8 goal) Ruben García ( Cerro, 8 goal) Ruben Bareño ( Cerro, 8 goal) |
| 1969 | Nacional (28º titolo)         | Peñarol              | Luis Artime ( Nacional, 24 goal)                                                                                              |
| 1970 | Nacional (29º titolo)         | Huracán Buceo        | Luis Artime ( Nacional, 21 goal)                                                                                              |
| 1971 | Nacional (30º titolo)         | Peñarol              | Luis Artime ( Nacional, 16 goal)                                                                                              |
| 1972 | Nacional (31º titolo)         | Peñarol              | Juan Carlos Mameli ( Nacional, 20 goal)                                                                                       |
| 1973 | Peñarol (30º titolo)          | Nacional             | Fernando Morena ( Peñarol, 23 goal)                                                                                           |
| 1974 | Peñarol (31º titolo)          | Nacional             | Fernando Morena ( Peñarol, 27 goal)                                                                                           |
| 1975 | Peñarol (32º titolo)          | Nacional             | Fernando Morena ( Peñarol, 34 goal)                                                                                           |
| 1976 | Defensor Sporting (1º titolo) | Peñarol              | Fernando Morena ( Peñarol, 18 goal)                                                                                           |
| 1977 | Nacional (32º titolo)         | Peñarol              | Fernando Morena ( Peñarol, 19 goal)                                                                                           |
| 1978 | Peñarol (33º titolo)          | Nacional             | Fernando Morena ( Peñarol, 36 goal)                                                                                           |
| 1979 | Peñarol (34º titolo)          | Nacional             | Waldemar Victorino ( Nacional, 19 goal)                                                                                       |
| 1980 | Nacional (33º titolo)         | Montevideo Wanderers | Jorge Siviero ( Sud América, 19 goal)                                                                                         |
| 1981 | Peñarol (35º titolo)          | Nacional             | Rubén Paz ( Peñarol, 17 goal)                                                                                                 |
| 1982 | Peñarol (36º titolo)          | Nacional             | Fernando Morena ( Peñarol, 17 goal)                                                                                           |
| 1983 | Nacional (34º titolo)         | Danubio              | Arsenio Luzardo ( Nacional, 13 goal)                                                                                          |
| 1984 | Central Español (1º titolo)   | Peñarol              | José Villareal ( Central Español, 18 goal)                                                                                    |
| 1985 | Peñarol (37º titolo)          | Montevideo Wanderers | Antonio Alzamendi ( Peñarol, 13 goal)                                                                                         |
| 1986 | Peñarol (38º titolo)          | Peñarol              | Juan Ramón Carrasco ( Nacional, 11 goal) Gerardo Miranda ( Defensor, 11 goal)                                                 |
| 1987 | Defensor Sporting (2º titolo) | Nacional             | Gerardo Miranda ( Defensor, 13 goal)                                                                                          |
| 1988 | Danubio (1º titolo)           | Peñarol              | Rubén Da Silva ( Danubio, 23 goal)                                                                                            |
| 1989 | Progreso (1º titolo)          | Nacional             | Johnny Miqueiro ( Progreso, 7 goal) Diego Aguirre ( Peñarol, 7 goal) Oscar Quagliata ( Huracán Buceo, 7 goal)                 |
| 1990 | Bella Vista (1º titolo)       | Nacional             | Adolfo Barán ( Peñarol, 13 goal)                                                                                              |
| 1991 | Defensor Sporting (3º titolo) | Nacional             | Julio César Dely Valdés ( Nacional, 16 goal)                                                                                  |
| 1992 | Nacional (35º titolo)         | River Plate (M)      | Julio César Dely Valdés ( Nacional, 13 goal)                                                                                  |
| 1993 | Peñarol (39º titolo)          | Defensor Sporting    | Wilmar Cabrera ( Huracán Buceo, 12 goal)                                                                                      |

#### Formato sudamericano
Per "formato sudamericano" si intende la formula adottata dal 1994 al 2002 (salvo il biennio 1997-1998) e strutturata nel sistema dei campionati di Apertura e Clausura. Il campione nazionale era determinato dalla finale tra le due squadre vincitrici dell'Apertura e del Clausura. Se una squadra vinceva entrambi i tornei, si laureava automaticamente campione nazionale.
| Anno | Campione             | Vincitore Apertura | Punteggio finale | Vincitore Clausura | Capocannoniere                     |
| 1994 | Peñarol (40º titolo) | Defensor Sporting  | 1-1 1-2          | Peñarol            | Darío Silva ( Peñarol, 19 goal)    |
| 1995 | Peñarol (41º titolo) | Peñarol            | 1-0 1-2 3-1      | Nacional           | Juan González ( Nacional, 16 goal) |
| 1996 | Peñarol (42º titolo) | Peñarol            | 1-0 1-1          | Nacional           | Juan González ( Nacional, 13 goal) |

#### Formato sudamericano 1997-1998
Nel 1997 fu previsto che il vincitore del torneo di Apertura dovesse disputare una semifinale contro la squadra che nella classifica aggregata tra Apertura e Clausura risultava con più punti. La vincente avrebbe giocato la finale con il vincitore del torneo di Clausura, da cui sarebbe uscito il campione nazionale.
| Anno | Campione              | Vincitore Apertura | Punteggio semifinale | Primo nella classifica aggregata | Punteggio finale | Vincitore Clausura | Capocannoniere                                                                    |
| 1997 | Peñarol (43º titolo)  | Nacional           | 2-3                  | Peñarol                          | 1-0 3-0          | Defensor Sporting  | Pablo Bengoechea ( Peñarol, 10 goal)                                              |
| 1998 | Nacional (36º titolo) | Nacional           | n.d.                 | Nacional                         | n.d.             | Nacional           | Martín Rodríguez Alba ( River Plate (M), 13 goal) Rubén Sosa ( Nacional, 13 goal) |

#### Formato sudamericano
| Anno | Campione              | Vincitore Apertura | Punteggio finale | Vincitore Clausura | Capocannoniere                               |
| 1999 | Peñarol (44º titolo)  | Nacional           | 1-1 1-2          | Peñarol            | Gabriel Álvez ( Nacional, 24 goal)           |
| 2000 | Nacional (37º titolo) | Nacional           | 1-0 1-1          | Peñarol            | Javier Ernesto Chevantón ( Danubio, 33 goal) |
| 2001 | Nacional (38º titolo) | Danubio            | 2-2 1-2          | Nacional           | Eliomar Marcón ( Defensor Sporting, 21 goal) |
| 2002 | Nacional (39º titolo) | Nacional           | 2-1              | Danubio            | Germán Hornos ( Fénix, 25 goal)              |

#### Nuovo formato sudamericano entro un unico anno solare
Nel 2003 l'AUF ha modificato la formula: la squadra vincitrice della semifinale tra il campione del torneo di Apertura e il campione del Clausura deve vedersela contro la squadra che, sommati i punti ottenuti nei due tornei, risulta prima nella classifica aggregata. La vincitrice della finale è campione nazionale.
| Anno | Campione             | Vincitore Apertura | Punteggio semifinale | Vincitore Clausura | Punteggio finale | Primo nella classifica aggregata | Capocannoniere                                                         |
| 2003 | Peñarol (45º titolo) | Nacional           | 0-1                  | Peñarol            | n.d.             | Peñarol                          | Alexander Medina ( Liverpool (M), 22 goal)                             |
| 2004 | Danubio (2º titolo)  | Nacional           | 4-1                  | Danubio            | 0-1              | Danubio                          | Alexander Medina ( Nacional, 26 goal) Carlos Bueno ( Peñarol, 26 goal) |

#### Torneo Uruguay Especial
Nel 2005 l'AUF decise l'adozione del calendario europeo (da agosto a giugno) strutturato tra due anni solari, a partire da agosto dello stesso anno. Nella prima parte dell'anno, dunque, si disputò un torneo speciale (ma comunque valido come campionato) con girone di sola andata e vittoria al primo classificato.
| Anno | Campione              | Secondo posto     | Capocannoniere                              |
| 2005 | Nacional (40º titolo) | Defensor Sporting | Pablo Granoche ( Miramar Misiones, 16 goal) |

#### Nuovo formato sudamericano tra due anni solari
| Anno    | Campione                      | Vincitore Apertura | Punteggio semifinale | Vincitore Clausura   | Punteggio finale  | Primo                | Capocannoniere                                                                           |
| 2005-06 | Nacional (41º titolo)         | Rocha              | 1-4 0-2              | Nacional             | n.d.              | Nacional             | Pedro Cardoso ( Rocha, 17 goal)                                                          |
| 2006-07 | Danubio (3º titolo)           | Danubio            | n.d.                 | Danubio              | n.d.              | Danubio              | Aldo Díaz ( Tacuarembó, 15 goal)                                                         |
| 2007-08 | Defensor Sporting (4º titolo) | Defensor Sporting  | 2-1 0-0              | Peñarol              | n.d.              | Defensor Sporting    | Christian Stuani ( Danubio, 19 goal) Richard Porta ( River Plate (M), 19 goal)           |
| 2008-09 | Nacional (42º titolo)         | Nacional           | 1-1 3-0              | Defensor Sporting    | 2-1               | Defensor Sporting    | Líber Quiñones ( Racing Montevideo, 13 goal)                                             |
| 2009-10 | Peñarol (46º titolo)          | Nacional           | 2-0                  | Peñarol              | 0-1 1-1           | Peñarol              | Antonio Pacheco ( Peñarol, 23 goal)                                                      |
| 2010-11 | Nacional (43º titolo)         | Defensor Sporting  | 0-1                  | Nacional             | n.d               | Nacional             | Santiago Damián García ( Nacional, 23 goal)                                              |
| 2011-12 | Nacional (44º titolo)         | Nacional           | 1-0                  | Defensor Sporting    | n.d               | Nacional             | Richard Porta ( Nacional, 17 goal)                                                       |
| 2012-13 | Peñarol (47º titolo)          | Peñarol            | 3-1                  | Defensor Sporting    | n.d               | Peñarol              | Juan Manuel Olivera ( Peñarol, 18 goal)                                                  |
| 2013-14 | Danubio (4º titolo)           | Danubio            | 3-0                  | Montevideo Wanderers | 0-0 2-2 (3-2 dtr) | Montevideo Wanderers | Héctor Acuña ( Cerro, 20 goal)                                                           |
| 2014-15 | Nacional (45º titolo)         | Nacional           | 3-2 (dts)            | Peñarol              | n.d               | Nacional             | Iván Alonso ( Nacional, 23 goal)                                                         |
| 2015-16 | Peñarol (48º titolo)          | Peñarol            | 3-1 (dts)            | Plaza Colonia        | n.d               | Peñarol              | Gastón Rodríguez ( Montevideo Wanderers, 19 goal) Junior Arias ( Liverpool (M), 19 goal) |

#### Campeonato Uruguayo Especial
Nel 2016 l'AUF ha organizzato un altro torneo di transizione, il secondo dopo quello del 2005, a seguito di una nuova modifica dei calendari nazionali che ha sancito il ritorno al formato corrispondente ad un unico anno solare a partire dalla stagione 2017. Il campionato si è svolto nel secondo semestre dell'anno 2016 con il formato del girone all'italiana con sole gare di andata, la squadra con più punti al termine del torneo è stata dichiarata campione nazionale.
| Anno | Campione              | Secondo posto        | Capocannoniere                                                                       |
| 2016 | Nacional (46º titolo) | Montevideo Wanderers | Gabriel Fernández ( Racing Montevideo, 8 goal) Pablo Silva ( Villa Española, 8 goal) |

#### Formato sudamericano
| Anno | Campione                  | Vincitore Apertura | Punteggio semifinale | Vincitore Clausura | Punteggio finale | Primo         | Capocannoniere                                               |
| 2017 | Peñarol (49º titolo)      | Defensor Sporting  | 0-0 (2-4 dtr)        | Peñarol            | n.d.             | Peñarol       | Cristian Palacios ( Montevideo Wanderers / Peñarol, 29 goal) |
| 2018 | Peñarol (50º titolo)      | Nacional           | 1-2 (dts)            | Peñarol            | n.d.             | Peñarol       | Gonzalo Bergessio ( Nacional, 17 goal)                       |
| 2019 | Nacional (47º titolo)     | Peñarol            | 0-1                  | Nacional           | n.d              | Nacional      | Juan Ignacio Ramírez ( Liverpool (M), 24 goal)               |
| 2020 | Nacional (48º titolo)     | Rentistas          | 1-1 (3-2 dtr)        | Liverpool (M)      | 0-3 0-1          | Nacional      | Gonzalo Bergessio ( Nacional, 25 goal)                       |
| 2021 | Peñarol (51º titolo)      | Plaza Colonia      | 1-1 (7-8 dtr)        | Peñarol            | n.d              | Peñarol       | Maximiliano Silvera ( Cerrito, 21 goal)                      |
| 2022 | Nacional (49º titolo)     | Liverpool (M)      | 1-4                  | Nacional           | n.d              | Nacional      | Luis Suárez ( Nacional, 8 goal)                              |
| 2023 | Liverpool (M) (1º titolo) | Peñarol            | 0-1 (dts)            | Liverpool (M)      | 0-2 0-1          | Liverpool (M) | Juan Ignacio Ramírez ( Nacional, 19 goal)                    |
| 2024 | Peñarol (52º titolo)      | Peñarol            | n.d                  | Peñarol            | n.d              | Peñarol       | Leonardo Fernández ( Peñarol, 18 goal)                       |
| 2025 |                           | Liverpool (M)      |                      |                    |                  |               |                                                              |

## Classifica delle vittorie

### Epoca amatoriale

#### AUF
- Nacional 11
- Peñarol 9 (5 come  CURCC)
- River Plate (M) 4
- Montevideo Wanderers 3
- Rampla Juniors 1

#### FUF
- Peñarol 1
- Montevideo Wanderers 1

#### Consejo Provisorio
- Peñarol 1

### Epoca professionistica
- Peñarol 42
- Nacional 37
- Defensor Sporting 4 (2 come  Defensor)
- Danubio 4
- Bella Vista 1
- Central Español 1
- Progreso 1
- Liverpool (M) 1

### Totale

#### AUF
- Peñarol 53 (5 come  CURCC)
- Nacional 48
- River Plate (M) 4
- Defensor Sporting 4 (3 come  Defensor)
- Danubio 4
- Montevideo Wanderers 3
- Rampla Juniors 1
- Central Español 1
- Progreso 1
- Bella Vista 1
- Liverpool (M) 1

#### FUF
- Peñarol 1
- Montevideo Wanderers 1

#### Consejo Provisorio
- Peñarol 1

#### La controversia sui titoli nazionali
Circa il computo dei titoli del Peñarol esiste un'annosa controversia tra questa società e i grandi rivali del Nacional, o meglio tra i rispettivi tifosi. I sostenitori del Nacional asseriscono infatti che CURCC e Peñarol siano da considerarsi due società distinte e che pertanto il numero dei campionati da esse vinti andrebbe conteggiato separatamente. In tal modo il Peñarol potrebbe vantare solo 48 (e non 53) titoli nazionali.
Nel 1913 la sezione sportiva della Central Uruguay Railway (CUR), la compagnia ferroviaria britannica cui apparteneva il CURCC, ricevette la proposta di cambiare il nome del club in CURCC Peñarol, in riferimento al sobborgo montevideano di Peñarol, sede di un importante nodo ferroviario e principale centro di attività della CUR; sempre qui avevano sede lo stadio e risiedeva la maggior parte dei tifosi. L'assemblea respinse la proposta, in quanto la compagnia non intendeva associare il proprio nome a quello di un sobborgo che, all'epoca, soffriva di una pessima fama.
Di fronte al rifiuto della CUR e dopo una petizione da parte dei tifosi, la sezione calcistica si distaccò dalla CUR il 13 dicembre 1913, mantenendo il nome CURCC Peñarol e continuando a militare nel campionato uruguaiano al posto della vecchia squadra subordinata alla CUR. Il 12 marzo 1914 la neonata società si ribattezzò "Club Atlético Peñarol" e sia l'AUF che il governo uruguaiano (Ministero dell'Interno) riconobbero il Peñarol quale continuazione del CURCC.
Secondo la ricostruzione ufficiale data dal Peñarol, la società nata nel 1913 dovrebbe essere vista come una prosecuzione dal punto di vista giuridico di quella preesistente, sulla base del fatto che il CURCC Peñarol prese il posto del CURCC nel campionato nazionale e, soprattutto, dato il riconoscimento compiuto dalla Federazione calcistica e dal governo nel 1914.
I sostenitori del Nacional ritengono invece che quella nata nel 1913 fosse una società nuova, anche dal punto di vista giuridico, così che il mero collegamento alla vecchia denominazione CURCC e il fatto che la relativa squadra prese il posto della precedente nel campionato nazionale non sarebbero elementi sufficienti a configurarla come una sua prosecuzione. Soprattutto, viene fatto notare che fino al 1915 continuò ad esistere una sezione calcistica della CUR, contemporaneamente a quando il Peñarol giocava i suoi primi campionati: ciò sarebbe sufficiente ad evidenziare l'erroneità dei riconoscimenti ufficiali della Federazione calcistica e del governo del 1914.
Il Peñarol ribatte tuttavia che la squadra esistita fino al 1915 presso la CUR era formata, in realtà, solo da alcuni dipendenti della società ferroviaria che disputavano occasionalmente partite di calcio a mero scopo ricreativo.
In passato, la controversia riguardava anche quale squadra dovesse considerarsi "el Decano" del calcio uruguaiano. Da un lato, il CURCC era stato fondato il 28 settembre 1891 e, come detto, si era trasformato in Peñarol il 13 dicembre 1913; dall'altro, il Nacional era nato il 14 maggio 1899. Dal 1976, tuttavia, la questione di quale tra i due club fosse il più antico dell'Uruguay passò in secondo piano: quell'anno, infatti, l'Albion, fondato il 1º giugno 1891, ma ritiratosi dall'attività calcistica nel 1909, si riaffiliò all'AUF, riconquistando il "titolo" di Decano.